# Berneck, Schweiz
Berneck är en ort och kommun i distriktet Rheintal i kantonen Sankt Gallen, Schweiz. Kommunen har 3 989 invånare (2023).
I kommunen ligger också en del av orten Heerbrugg.